# Corydoras nattereri
Corydoras nattereri és una espècie de peix de la família dels cal·líctids i de l'ordre dels siluriformes.

## Morfologia
Els mascles poden assolir els 5,4 cm de longitud total.

## Distribució geogràfica
Es troba a Sud-amèrica: rius costaners del sud-est del Brasil des d'Espírito Santo fins a Paranà.